# جاك ليجراند (كاتب)
جاك ليجراند (بالفرنسية: Jacques Legrand) هو كاتب فرنسي، ولد في 29 أغسطس 1820 في فرنسا، وتوفي بنفس المكان في 6 يونيو 1912.
كان الدكتور جاك أمابل ليجراند (1820 - 1912) من أوائل جامعي الطوابع الفرنسية في القرن التاسع عشر، ومن أوائل منظمي وباحثي هواية جمع الطوابع في فرنسا كموضوع دراسي جاد. استخدم الاسم المستعار الدكتور ماغنوس.
شارك بشكل فعال في مجلة Le Timbrophile واخترع مقياس الثقب، أو مقياس الأسنان، الذي أصبح أداة أساسية في تحديد ثقب الطوابع.
كما خاض معركة فاشلة لرفض عنوان الموضوع الذي دعا إليه جورج هيربين وآرثر موري باسم "علم جمع الطوابع" وسعى إلى إعادة تسميته بـ "علم الأخشاب".
كان جاك ليجراند أحد مؤسسي الجمعية الفرنسية لهواة جمع الطوابع، إحدى أهم مؤسسات هواة جمع الطوابع في فرنسا، في 14 يونيو 1875، وكان أول أمين سر لها. وترأسها آرثر دي روتشيلد. ومن بين الأعضاء الأوائل آرثر موري، على الرغم من اختلافه مع ليجراند حول مصطلح "هواة جمع الطوابع"، والرسام غوستاف كاييبوت.
كان الدكتور ليجراند محررًا لمجلة "Le timbre fiscal" التي نشرها ج. ب. موينز منذ يناير 1874، وعضوًا فخريًا في جمعية هواة جمع الطوابع المالية.

## المؤلفات
Les écritures et la légende des timbres du Japon, 1878. (دراسة عن الطوابع المبكرة في اليابان.)

## وصلات خارجية
- الجمعية الفرنسية التاريخية لعلم الأخشاب (بالفرنسية)
- Dr. Jacques Amable Legrand. جمعية هواة جمع الطوابع الأمريكية. Retrieved 2019-02-23.